# باد (فیلم ۱۹۲۸)
باد (انگلیسی: The Wind) فیلمی در ژانر رمانتیک به کارگردانی ویکتور شوستروم است که در سال ۱۹۲۸ منتشر شد. از بازیگران آن می‌توان به لیلین گیش اشاره کرد.